# 2022 en rugby à XIII
| Années du rugby à XIII : 2019 - 2020 - 2021 - 2022 - 2023 - 2024 - 2025    |
| Décennies du rugby à XIII : 1990 - 2000 - 2010 - 2020 - 2030 - 2040 - 2050 |

Les faits marquants de l'année 2022 en rugby à XIII

## Principales compétitions
- Coupe du monde
- Championnat de France
- Coupe de France
- National Rugby League
- State of Origin
- Super League
- Coupe d'Angleterre
- Championship

## Événements

### Mai
- 22 mai : Finale du Championnat de France au Parc des sports et de l'amitié à Narbonne. Carcassonne est sacré champion de France en battant 20-16 Limoux.
- 28 mai : Finale de la Challenge Cup au Tottenham Hotspur Stadium à Londres. Wigan est sacré vainqueur de la Challenge Cup en battant 16-14 Huddersfield.

### Juin
- 8 juin : Première rencontre du State of Origin avec une victoire du Queensland 16-10 la Nouvelle-Galles du Sud.
- 18 juin : En match amical à Warrington, l'Angleterre bat l'équipe « Combined All Stars » 18-4.
- 19 juin : En match amical à Albi, la France bat le pays de Galles 34-10.
- 25 juin : En match amical à Auckland, la Nouvelle-Zélande bat les Tonga 26-6.
- 25 juin : En match amical à Campbelltown, la Papouasie-Nouvelle-Guinée bat les Fidji 24-14.
- 25 juin : En match amical à Campbelltown, les Samoa battent les Îles Cook 42-12.
- 26 juin : Deuxième rencontre du State of Origin avec une victoire du Nouvelle-Galles du Sud 44-12 contre le Queensland.

### Juillet
- 13 juillet : Troisième et dernière rencontre du State of Origin avec une victoire finale du Queensland qui remporte la série 2-1 en battant 22-12 la Nouvelle-Galles du Sud.

### Septembre
- 24 septembre : Finale de la Super League à Old Trafford à Manchester. St Helens est sacré vainqueur de la Super League pour la quatrième fois d'affilée en battant 24-12 Leeds.

### Octobre
- 2 octobre : Finale de la National Rugby League à Accord Stadium à Sydney. Les Penrith Panthers conservent son titre en battant 28-12 les Parramatta Eels devant 82 415 spectateurs.
- 15 octobre au 19 novembre : 16e Coupe du monde de rugby à XIII en Angleterre.

### Novembre
- 1er novembre au 19 novembre : 6e Coupe du monde féminine de rugby à XIII en Angleterre.
- 3 novembre au 18 novembre : 4e Coupe du monde de rugby à XIII en fauteuil roulant en Angleterre.

## Principaux décès
- 9 janvier : décès à 82 ans de John Raper, joueur et entraîneur de rugby à XIII international australien ;
- 22 janvier : décès à 84 ans de Pierre Escourrou, joueur de rugby à XIII international français[1] ;
- 10 février : décès à 64 ans d'Olsen Filipaina, joueur et entraîneur de rugby à XIII international néo-zélandais;
- 24 février : décès à 52 ans de Va'aiga Tuigamala, joueur de rugby à XIII international samoan ;
- 15 avril : décès à 86 ans de Tony Brown, joueur de rugby à XIII international australien ;
- 27 avril : décès à 78 ans de Victor Serrano, joueur de rugby à XIII international français[2] ;
- 28 avril : décès à 73 ans de Richard Alonso, joueur de rugby à XIII international français[3] ;
- 10 mai : décès à 71 ans de Glyn Shaw, joueur de rugby à XIII international gallois ;
- 17 juin : décès à 86 ans de François Gril, joueur de rugby à XIII international français ;
- 13 juillet : décès à 79 ans d'Alain Doulieu, joueur de rugby à XIII international français ;
- 30 juillet : décès à 85 ans de Don Hammond, joueur de rugby à XIII international néo-zélandais ;
- 3 août : décès à 85 ans de Serge Estieau, joueur de rugby à XIII international français ;
- 11 août : décès à 49 ans de Paul Green, joueur et entraîneur de rugby à XIII international australien ;
- 16 septembre : décès à 91 ans de Roger Rey, joueur de rugby à XIII international français[4] ;
- 19 septembre : décès à 73 ans de Julien Rascagnères, joueur et arbitre de rugby à XIII international français;